# Maison des Oblats de Pontmain
 (janvier 2020).
Si vous disposez d'ouvrages ou d'articles de référence ou si vous connaissez des sites web de qualité traitant du thème abordé ici, merci de compléter l'article en donnant les références utiles à sa vérifiabilité et en les liant à la section « Notes et références ».

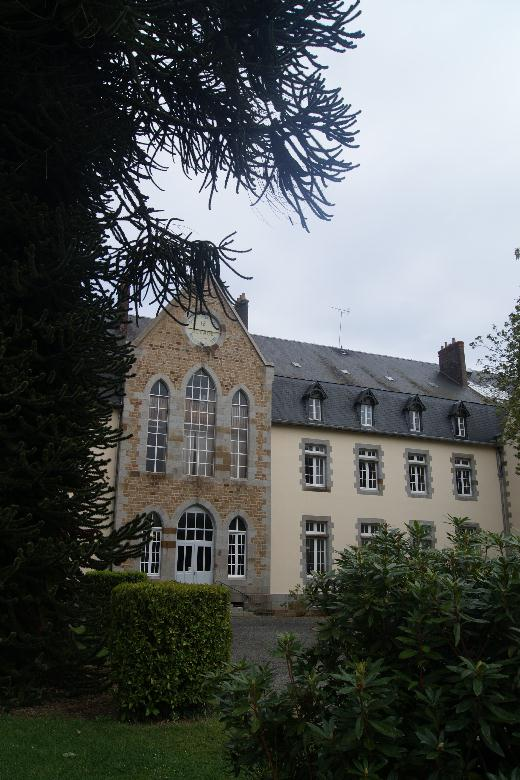
Façade principale de la maison.

La maison des Oblats de Pontmain est située en France à Pontmain en Mayenne. Elle a été fondée par la congrégation missionnaire des Oblats de Marie-Immaculée, comme maison de formation pour ses séminaristes.

## Historique
Après l’apparition de la Vierge Marie en 1871 (Notre-Dame de Pontmain) — miracle reconnu par l'Église catholique — les Oblats de Marie-Immaculée sont invités à superviser la construction de la basilique Notre-Dame de Pontmain. Ils s'installent dans un vaste bâtiment construit au nord-ouest du site de la basilique, La Maison des Oblats.

## Les fresques du Père Millot
Les murs du grand hall de la Maison des Oblats sont recouverts par les fresques réalisées par le Père André Millot (Besançon 1911 - Paris 1964), entre 1952 et 1960. Le Père Millot peignait l'été, alors que les séminaristes avaient quitté les lieux. Il s'inspirait des photos et cartes postales reçues des différentes missions parsemées à travers le monde. Sont représentées en détail les cartes du Laos, de Ceylan, du Cameroun, du Grand-Nord Canadien, de l'Afrique du Sud (Lesotho-Basutoland, région de Durban). Les fresques sont aujourd'hui en parties masquées (ou ont parfois même partiellement disparues) à la suite de travaux de réhabilitation du hall.

## La chapelle du juniorat
La chapelle a été édifiée sous la maîtrise d'œuvre de l'architecte Cornille d'Avranches et est ornée de vitraux, réalisés par le maître-verrier Gabriel Loire.

## Autour de la chapelle
Autour de la chapelle, le petit Musée des missionnaires oblats retrace l'histoire des 4 500 pères missionnaires à travers le monde depuis le début du XIXe siècle, notamment au Mexique, au Cameroun, au Tchad, en Afrique du Sud, en Asie ou dans le Grand-Nord Canadien. Y sont notamment conservés des dictionnaires de langues indigènes (en particulier indiennes et inuites) écrits par les pères missionnaires.

## Le parc
La mission est entourée d'un vaste parc boisé de 12 hectares qui s'étend jusqu'au château de Mausson et est parcouru par une rivière, La Futaie.
Depuis 1977, la mission abrite le relais Le Bocage, qui accueille familles et groupes de pèlerins. C'est également un centre spirituel de retraites, de récollections et de conférences (Centre Jean-XXIII). Elle abrite aussi une petite communauté de quelques oblats chargés du pèlerinage de Pontmain et des confrères âgés.

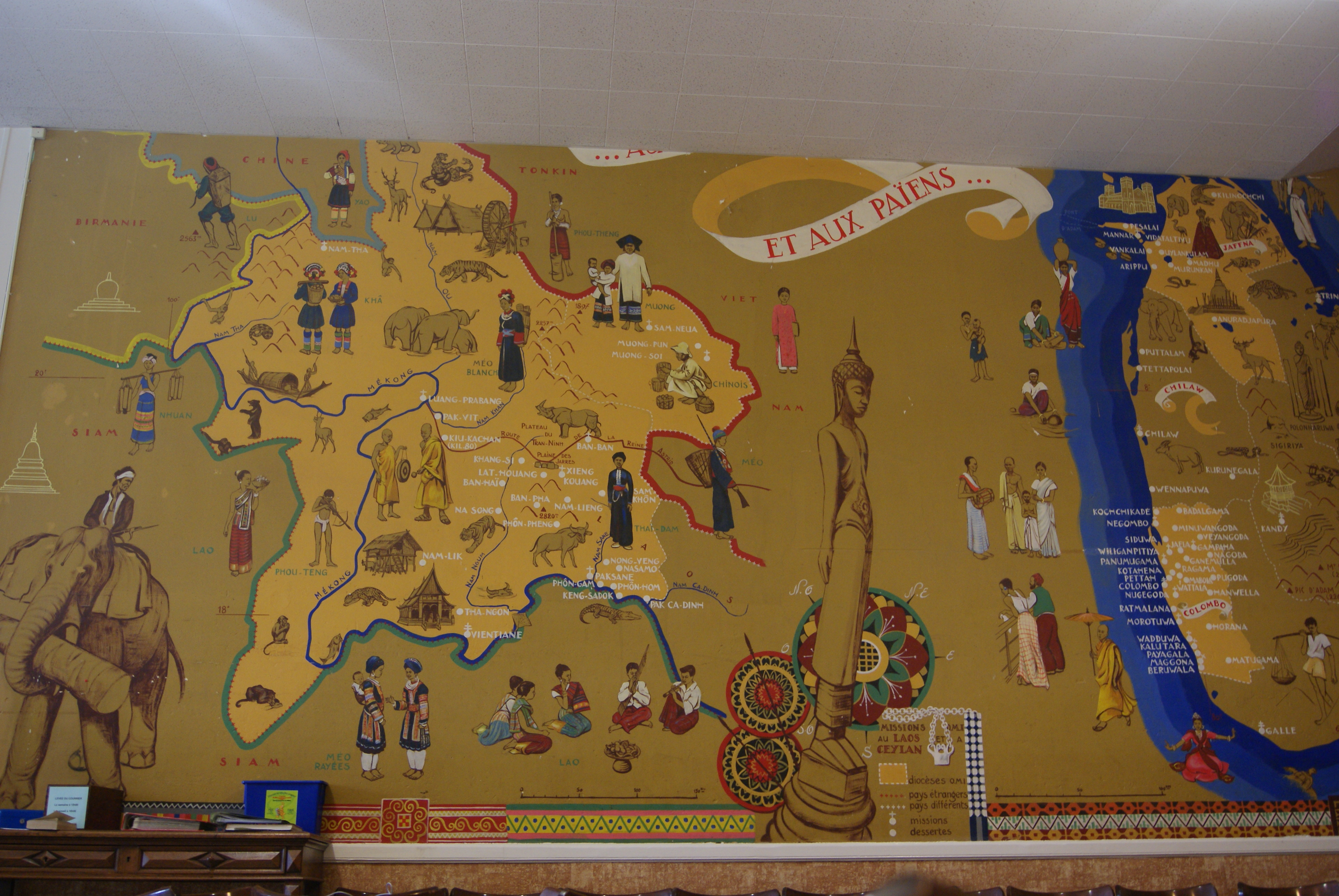
Détail (Laos et Ceylan) des fresques murales du grand hall.
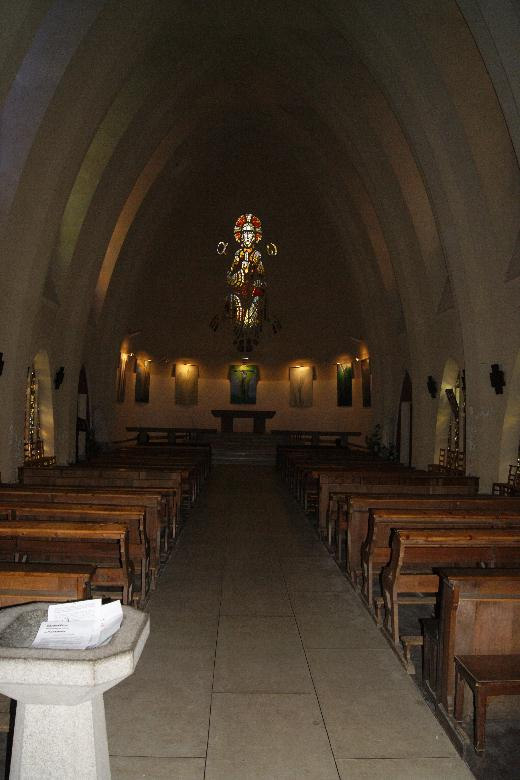
Chapelle du juniorat.
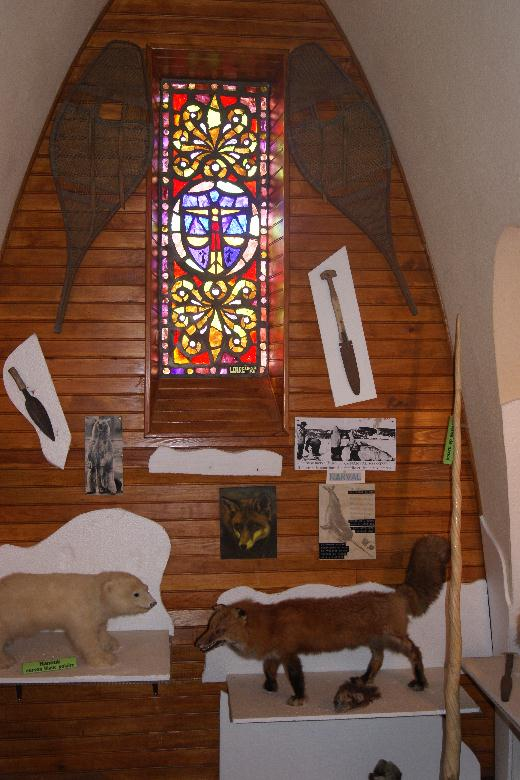
Alcove des Inuits, musée des missionnaires.
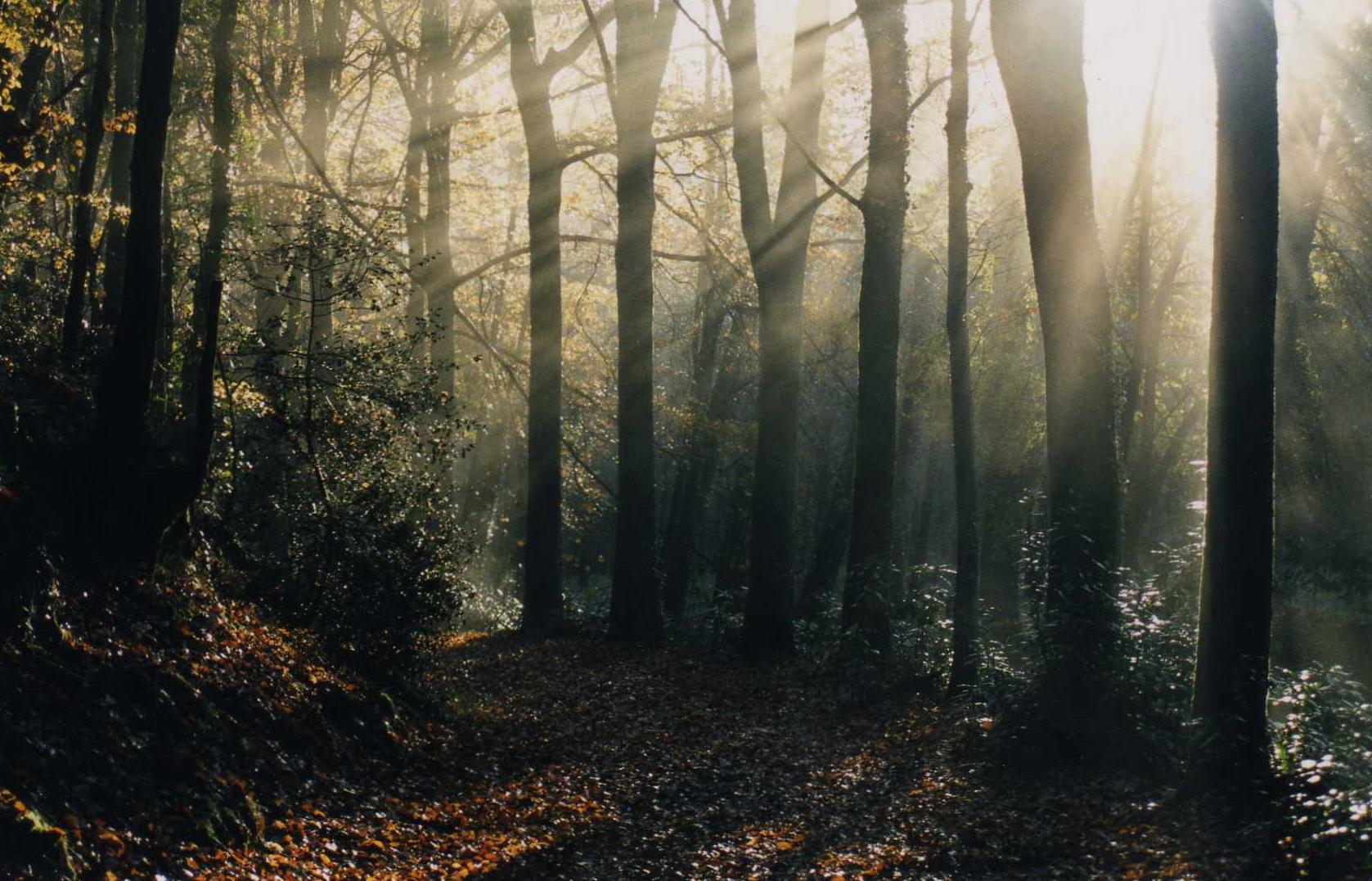
Parc de la Maison des Oblats (2004).